# استیون سامرز
استیون سامرز (انگلیسی: Stephen Sommers؛ زادهٔ ۲۰ مارس ۱۹۶۲) کارگردان، فیلم‌نامه‌نویس و تهیه‌کننده اهل ایالات متحده آمریکا است.

## زندگی‌نامه
استیون سامرز در ۲۰ مارس ۱۹۶۲ در ایندیاناپولیس، ایندیانا به دنیا آمده است و سنت کلاود، مینه‌سوتا بزرگ شده است. وی در سال ۱۹۸۰ از «کالج سنت بندیکت و سنت جان دانشگاه جان هاپکینز» و «دانشگاه سویا» در اسپانیا فارغ‌التحصیل شده است. وی همچنین پس از بازگشت از اروپا به مدت سه سال در مدرسه هنرهای سینمای یواس‌سی به تحصیل پرداخت که موفق به دریافت مدرک کارشناسی ارشد شد. سامرز فعالیت هنری خویش را از سال ۱۹۸۹ آغاز نموده است.

## فیلمشناسی
| سال  | نام فیلم                         | کارگردان | تهیه‌کننده        | نویسنده |
| ---- | -------------------------------- | -------- | ---------------- | ------- |
| ۱۹۹۳ | ماجراهای هاکلبری فین             | آری      | نه               | آری     |
| ۱۹۹۴ | کتاب جنگل                        | آری      | نه               | آری     |
| ۱۹۹۸ | برخاسته از اعماق                 | آری      | نه               | آری     |
| ۱۹۹۹ | مومیایی                          | آری      | نه               | آری     |
| ۲۰۰۱ | بازگشت مومیایی                   | آری      | نه               | آری     |
| ۲۰۰۲ | پادشاه عقرب                      | نه       | آری              | نه      |
| ۲۰۰۴ | ون هلسینگ: ماموریت لندن          | نه       | تهیه‌کننده اجرایی | نه      |
| ۲۰۰۴ | ون هلسینگ                        | آری      | آری              | آری     |
| ۲۰۰۸ | پادشاه عقرب ۲: ظهور یک جنگجو     | نه       | آری              | نه      |
| ۲۰۰۸ | مومیایی: مقبره امپراتور اژدها    | نه       | آری              | نه      |
| ۲۰۰۹ | جی.آی.جو: ظهور کبرا              | آری      | تهیه‌کننده اجرایی | داستان  |
| ۲۰۱۲ | پادشاه عقرب ۳: نبرد برای رستگاری | نه       | تهیه‌کننده اجرایی | نه      |
| ۲۰۱۳ | توماس عجیب                       | آری      | نه               | آری     |
| ۲۰۱۵ | پادشاه عقرب ۴: تلاش برای قدرت    | نه       | تهیه‌کننده اجرایی | نه      |
| ۲۰۱۸ | پادشاه عقرب: کتاب ارواح          | نه       | تهیه‌کننده اجرایی | نه      |